# Parque Centenario de Wangchuck
El Parque Centenario de Wangchuck es un área protegida en el norte de Bután. Es el parque nacional más grande del reino, con 4914 kilómetros cuadrados en cinco distritos, incluyendo una parte significativa del norte de los distritos de Bumthang, Lhuntse   Wangdue y Phodrang. 
Limita al norte con el Tíbet (China) y está rodeado por los afluentes del río Raidak hacia el oeste. Wangchuck está directamente contiguo a Parque Nacional Jigme Dorji, el santuario de aves Bumdeling y el parque nacional de Thrumshingla, y además está conectado a Jigme Singye en el centro de Bután a través de "corredores biológicos".